# Allodromia curviradius
Allodromia curviradius är en tvåvingeart som beskrevs av Smith 1962. Allodromia curviradius ingår i släktet Allodromia och familjen puckeldansflugor. Inga underarter finns listade i Catalogue of Life.